# Жуков Володимир Дмитрович
Володимир Дмитрович Жуков (1871—1920) — генерал-майор, герой Першої світової війни, офіцер Української держави, учасник Білого руху.

## Біографія
Закінчив Полтавський кадетський корпус (1889) та Михайлівське артилерійське училище (1892), звідки випущений був підпоручиком до 31-ї артилерійської бригади. Виготовлений у поручики 25 липня 1895 року, штабс-капітани — 13 липня 1897 року.
Був відряджений до Михайлівського артилерійського училища в якості офіцера батареї, а 26 листопада 1903 переведений в лейб-гвардії 1-ю артилерійську бригаду з залишенням при тому ж училищі. Підвищений до капітана 28 травня 1906 року. 25 травня 1911 року призначений командиром 1-ї батареї 1-ї Фінляндської стрілецької артилерійської бригади з підвищенням у підполковники.
У Першу світову війну вступив із першою Фінляндською стрілецькою артилерійською бригадою. Нагороджений Георгіївською зброєю
|  | За те, що під час боїв біля д. Козювка з 25 лютого 1915 року, тимчасово командуючи 1-м Фінляндським стрілецьким артилерійським дивізіоном, добре керував роботою артилерії. Перебуваючи на передовому пункті спостереження у винятковій небезпеці під дійсним рушничним вогнем, коригував стрільбу артилерії, що в результаті дозволяло наносити противнику втрати і переривати розпочаті атаки. |

Удостоєний ордена Св. Георгія 4-го ступеня
|  | За те, що під час бою під Козювкою 27 березня 1915 року, перебуваючи весь час під сильним дійсним ворожим вогнем, відмінно керував своєю артилерією, вогнем якої призупинив натиск потужних сил ворога з артилерією та дав можливість нашим військам зайняти нові позиції та укріпитися на них |

26 серпня 1915 року підвищений у полковники "за відзнаки у справах проти ворога ". 18 січня 1916 призначений командиром 1-го Фінляндського гірського артилерійського дивізіону, а 22 липня того ж року зроблений в генерал-майори за бойові відзнаки. 30 вересня 1917 року був призначений командиром 37-ї артилерійської бригади .
У 1918 році служив у гетьманській армії, був начальником артилерії 8-го Катеринославського корпусу. 27 листопада 1918 року у складі Катеринославського загону виступив у похід на поєднання зі Збройними силами Півдня Росії, був начальником артилерії загону. Після прибуття в Крим з 8 лютого 1919 був призначений командиром 3-го дивізіону 4-ї артилерійської бригади, а з 14 грудня 1919 — командиром відновленої 34-ї артилерійської бригади. Убитий 1920 року в Криму.

## Нагороди
- Орден Святої Анни 3 ст. (ВП 6.12.1904)
- Орден Святого Станіслава 2 ст. (1907)
- Орден Святої Анни 2 ст. (1910)
- Орден Святого Володимира 4 ст. (ВП 14.05.1912)
- Орден Святого Георгія 4 ст. (ВП 1.09.1915)
- мечі та бант до ордена Св. Володимира 4-й ст. (ВП 13.10.1915)
- Георгіївська зброя (ВП 10.11.1915)
- Орден Святого Володимира 3 ст. з мечами (ВП 20.10.1916)
- мечі до ордена Св. Анни 2 ст. (ВП 7.11.1916)